# Heiko Bellmann

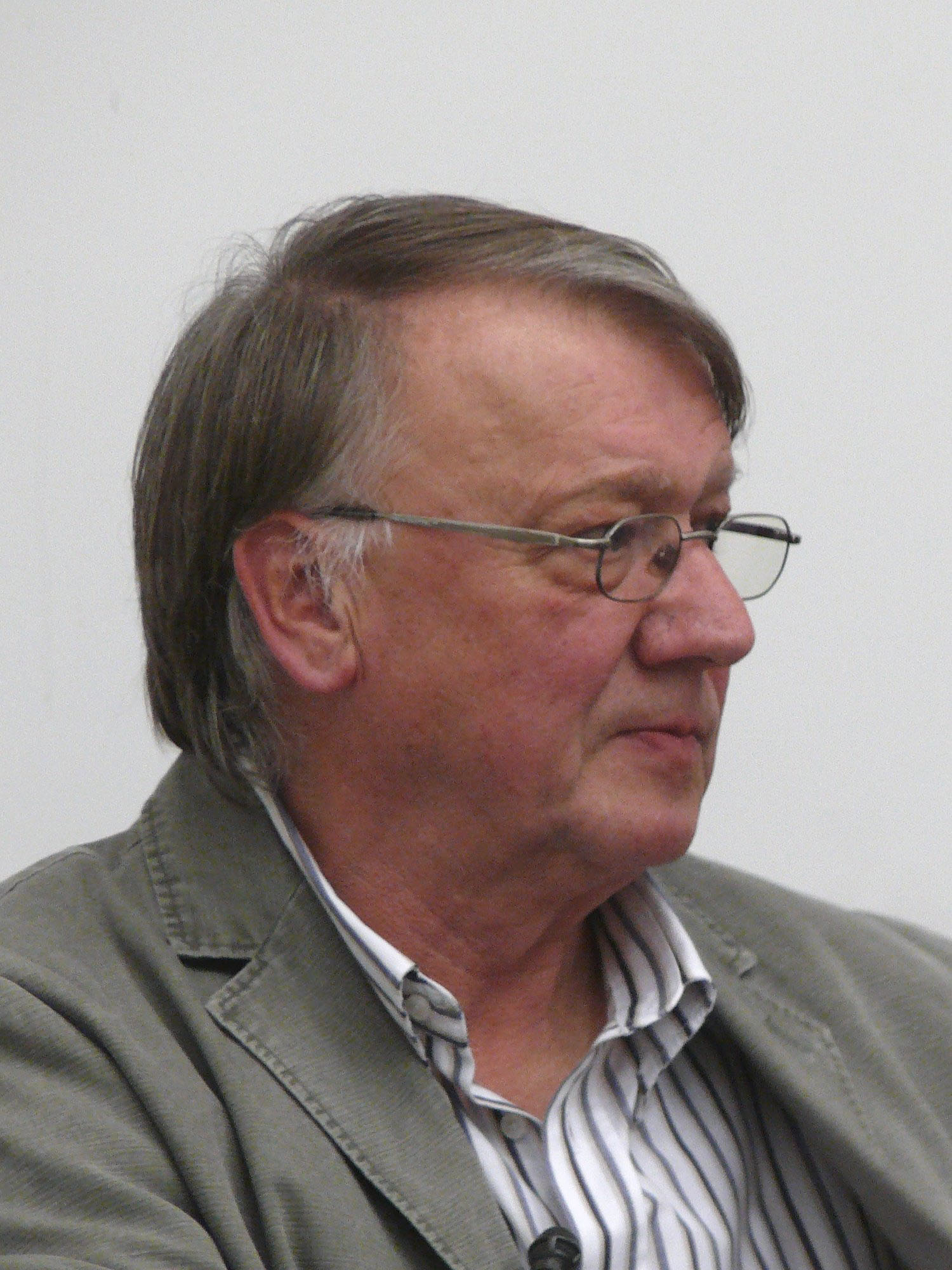
Heiko Bellmann 2010

Heiko Bellmann (* 17. März 1950 in Rothenburg (Wümme); † 7. März 2014 in Geislingen an der Steige) war ein deutscher Zoologe. Der Buchautor aus Lonsee hat entomologische und arachnologische Arbeiten veröffentlicht. Bekanntheit hat er auch im Ausland durch seine Bestimmungsbücher über Insekten und Spinnen erlangt, die er mit seinen eigenen Makrofotografien ausstattete.

## Leben
Nach dem Abitur studierte Heiko Bellmann an der Georg-August-Universität Göttingen Biologie. Anschließend ging er 1975 an die Universität Ulm und war dort von da an wissenschaftlicher Mitarbeiter. 1979 wurde er an der Ulmer Fakultät für Naturwissenschaften und Mathematik mit der Untersuchung Zur Ethologie mitteleuropäischer Bauchsammlerbienen (Hymenoptera, Megachilidae), Osmia bicolor, Osmia aurulenta, Osmia rufohirta, Anthidium punctatum, Anthidiellum strigatum, Trachusa byssina promoviert. Seit Mitte der 1980er-Jahre wurde er dem Publikum durch seine mit Farbfotos versehenen Bestimmungsbücher bekannt. Neben diesen von Gunter Steinbach herausgegebenen Feldführern verfasste Bellmann mit weiteren Co-Autoren ebenfalls die Bände 4 bis 6 der Naturenzyklopädie Europas (1992) des Münchener Mosaik-Verlages mit sowie zusammen mit Reinhard Witt für denselben Verlag auch die zweibändige Naturenzyklopädie der Insekten (1994).
Im Franckh-Kosmos-Verlag veröffentlichte Heiko Bellmann die umfassenden Darstellungen Bienen, Wespen, Ameisen. Hautflügler Mitteleuropas (1995), Kosmos-Atlas Spinnentiere Europas (1997), Der neue Kosmos-Schmetterlingsführer. Schmetterlinge, Raupen und Futterpflanzen (2003) und Der Kosmos-Heuschreckenführer. Die Arten Mitteleuropas sicher bestimmen (2006). Einige dieser Bücher wurden ins Französische, Spanische, Niederländische oder Polnische übersetzt. Zusammen mit Klaus Honomichl führte Bellmann seit 1996 zudem das von Werner Jacobs begründete Standardwerk Biologie und Ökologie der Insekten fort – sowohl in der bekannten Taschenlexikonform, als auch erweitert als CD-ROM-Lexikon.
Da sich Bellmann seit 1971 intensiv mit der fotografischen Dokumentation vor allem der heimischen Insekten und Spinnentiere befasste, konnte er alle seine Publikationen mit eigenen Fotos ausstatten, die durch ihre hohe Qualität der wesentliche Erfolgsfaktor seiner Bücher sind. Zahlreiche Bilder entstanden in Mitteleuropa und im Mittelmeerraum. Nach Bellmanns eigenen Angaben umfasste sein Bildarchiv im Jahr 2006 rund 50.000 Dias von etwa 2400 Tier- und 1800 Pflanzenarten, wobei die wichtigsten Tier- und Pflanzengruppen Mittel- und Südeuropas mit Ausnahme der Vögel, der Fische, der Einzeller und der marinen Organismen berücksichtigt sind. Aus diesem reichen Fundus bestückte er auch seine Dia-Vorträge zu verschiedenen Themenbereichen.
Heiko Bellmann starb am 7. März 2014, nachdem er tags zuvor während eines Vortrages in Geislingen an der Steige bei Ulm einen Schwächeanfall erlitten hatte und in das dortige Krankenhaus gebracht wurde.

## Schriften (Auswahl)
- zusammen mit Siegfried Hoeher: Insekten im Kreislauf der Natur. Interessantes und Lehrreiches aus dem Leben der Insekten. München 1976 (ISBN 3-469-00573-7 oder ISBN 3-469-00574-5)
- Zur Ethologie mitteleuropäischer Bauchsammlerbienen (Hymenoptera, Megachilidae), Osmia bicolor, Osmia aurulenta, Osmia rufohirta, Anthidium punctatum, Anthidiellum strigatum, Trachusa byssina. Dissertationsschrift. Ulm 1979
- als Mitverfasser: Landschaftsschutzgebiet Osterried bei Laupheim. Führer durch Natur- und Landschaftsschutzgebiete Baden-Württembergs (3). Karlsruhe 1980, ISBN 3-88251-042-0.
- Spinnen: beobachten, bestimmen. Melsungen, Berlin, Basel und Wien 1984 (aktuell: Augsburg 1992, ISBN 3-89440-064-1)
- Heuschrecken: beobachten – bestimmen. Melsungen 1985 (2. Auflage, Augsburg 1993, ISBN 3-89440-028-5)
- Die Stimmen der heimischen Heuschrecken. Melsungen 1985 (als CD Augsburg 1993, ISBN 3-89440-119-2)
- Leben in Bach und Teich. Pflanzen und Wirbellose der Kleingewässer. Steinbachs Naturführer. München 1988 (aktuell als Orbis-Naturführer 1996, ISBN 3-572-01085-3)
- zusammen mit Gerhard Maier: Steinbachs Naturführer, Teil 9: Spinnen, Krebse, Tausendfüßer. Europäische Gliederfüßer (ohne Insekten). München 1991, ISBN 3-570-06450-6.
- zusammen mit Erika Hausmann (Illustrationen): Steinbachs Naturführer, Teil 11: Einzeller und Wirbellose. Ohne Weichtiere und Gliederfüßer. München 1991, ISBN 3-576-06495-8.
- Naturenzyklopädie Europas, Band 4: Gliederfüßer. 1. Tausendfüßer, Spinnentiere, Krebstiere, Libellen, Heuschrecken, Wanzen u. a. München 1992, ISBN 3-576-10104-7.
- zusammen mit Jeanne Kloepfer (Illustrationen): Naturenzyklopädie Europas, Band 5: Gliederfüßer. 2. Käfer, Schmetterlinge, Hautflügler u. a. München 1992, ISBN 3-576-10105-5.
- zusammen mit Peter Adam (Illustrationen): Naturenzyklopädie Europas, Band 6: Mollusken und andere Wirbellose. Wirbellose, Mollusken, Einzeller, Kleinstorganismen. München 1992, ISBN 3-576-10106-3.
- als Illustrator (Fotos): Naturenzyklopädie Europas, Band 12: Lebensräume. Naturlandschaften, Biotope, Ökologie. München 1992, ISBN 3-576-10112-8.
- Libellen: beobachten – bestimmen. Augsburg 1993, ISBN 3-89440-107-9.
- Spinnen. Die wichtigsten heimischen Arten. Extra: Netzformen und Eikokons. Kosmos-Naturführer, Stuttgart 1994 (2. Auflage, Stuttgart 2002, ISBN 3-440-09165-1)
- zusammen mit Reinhard Witt: Die große Enzyklopädie der Insekten, Band 1: Die hemimetabolen Gliederfüßer Europas. München 1994
- zusammen mit Jeanne Kloepfer (Illustrationen): Die große Enzyklopädie der Insekten, Band 2: Die holometabolen Gliederfüßer Europas. München 1994
- Bienen, Wespen, Ameisen. Hautflügler Mitteleuropas. Kosmos-Naturführer, Stuttgart 1995 (2. Auflage, Stuttgart 2005, ISBN 3-440-09690-4)
- als Bearbeiter zusammen mit Klaus Honomichl von Werner Jacobs, Maximilian Renner: Biologie und Ökologie der Insekten. Taschenlexikon mit CD-ROM. Stuttgart, Jena und New York 1996 (4., überarbeitete Taschenbuch-Auflage, Heidelberg 2007, ISBN 978-3-8274-1769-5 oder ISBN 3-8274-1769-4)
- Kosmos-Atlas Spinnentiere Europas. Stuttgart 1997 (3. Auflage als Kosmos-Atlas Spinnentiere Europas. Extra: Süßwasserkrebse, Asseln und Tausendfüßer. Stuttgart 2006, ISBN 3-440-10746-9)
- Der neue Kosmos-Insektenführer. (Extra: die wichtigsten Spinnentiere). Kosmos-Naturführer, Stuttgart 1999, ISBN 3-440-07682-2.
- zusammen mit Werner Zepf (weitere Fotos) und Fritz Wendler (Illustrationen): Schmetterlinge: erkennen & bestimmen. Steinbachs Naturführer, München 2001, ISBN 3-576-11457-2.
- Insekten. (Ohne Schmetterlinge). Erkennen & bestimmen. Steinbachs Naturführer, München 2002, ISBN 3-576-11476-9.
- Der neue Kosmos-Schmetterlingsführer. Schmetterlinge, Raupen und Futterpflanzen. Kosmos-Naturführer, Stuttgart 2003, ISBN 3-440-09330-1.
- nur Fotos: Heimische Schmetterlinge. Gefährdete Schönheit. Tübingen 2003, ISBN 3-928011-53-7.
- Heuschrecken. Die Stimmen von 61 heimischen Arten. CD. Germering 2004, ISBN 3-935329-48-2.
- Welches Insekt ist das? 450 Arten. Kosmos-Naturführer, Stuttgart 2005, ISBN 3-440-09874-5.
- Der Kosmos-Heuschreckenführer. Die Arten Mitteleuropas sicher bestimmen. Kosmos-Naturführer, Stuttgart 2006, ISBN 3-440-10447-8.
- als Hauptverfasser: Steinbachs großer Tier- & Pflanzenführer, Über 1700 Arten. Stuttgart-Hohenheim 2006, ISBN 3-8001-4465-4.
- Welches Insekt ist das? 170 Insekten einfach bestimmen; typische Merkmale auf einen Blick. Kosmos-Naturführer, Stuttgart 2006, ISBN 3-440-10743-4.
- Naturführer für die Familie. Mit 11 Natur-Abenteuern. Steinbachs Naturführer, Stuttgart-Hohenheim 2007 (ISBN 978-3-8001-5363-3 oder ISBN 3-8001-5363-7)
- zusammen mit Wolfgang Dreyer und Frank Hecker: Der große Kosmos-Tierführer. 1000 Arten Mitteleuropas. Stuttgart 2007 (ISBN 978-3-440-10093-6, ISBN 3-440-10093-6, ISBN 978-3-440-11036-2 oder ISBN 3-440-11036-2)
- als Hauptverfasser: Der große Kosmos Pflanzenführer. 1200 Arten Mitteleuropas. Stuttgart 2007 (ISBN 978-3-440-10094-3, ISBN 3-440-10094-4, ISBN 978-3-440-11036-2 oder ISBN 3-440-11036-2)
- Der Kosmos Libellenführer. Stuttgart 2007, ISBN 3-440-10616-0.
- zusammen mit Martin Baehr: Welche Spinne ist das? 132 Spinnen einfach bestimmen. Stuttgart 2009, ISBN 978-3-440-11806-1.
- Geheimnisvolle Pflanzengallen. Ein Bestimmungsbuch für Pflanzen- und Insektenfreunde. Quelle & Meyer, Wiebelsheim 2012, ISBN 978-3-494-01482-1.